# 1967 في المكسيك
فيما يلي قوائم الأحداث التي وقعت خلال عام 1967 في المكسيك.

## رياضة
- 22 أكتوبر – جائزة المكسيك الكبرى 1967 الفائز جيم كلارك.

## مواليد

### فبراير
- 1 فبراير – هيكتور لوبيز ملاكم مكسيكي.

### مارس
- 8 مارس – داسيا أركاراز
- 11 مارس – سينتيا كليتبو ممثلة مكسيكية.
- 19 مارس – خوان كارلوس أورتيغا لاعب كرة قدم مكسيكي.
- 26 مارس – ألبيرتو سويوطا لاعب كرة قدم مكسيكي.

### مايو
- 11 مايو – ألبرتو غارسيا اسبي لاعب كرة قدم مكسيكي.
- 20 مايو – فرنسيسكو خافيير غوميز هرنانديز لاعب كرة قدم مكسيكي.
- 23 مايو – لويس روبرتو ألفيس لاعب كرة قدم مكسيكي.
- 25 مايو – غويلرمو فاسكيز لاعب كرة قدم مكسيكي.

### يونيو
- 11 يونيو – روبرتو هرنانديز لاعب كرة قدم مكسيكي.

### يوليو
- 14 يوليو – ليوناردو لافال لاعب كرة مضرب مكسيكي.

### سبتمبر
- 5 سبتمبر – هوغو سانتانا لاعب كرة قدم مكسيكي.

### ديسمبر
- 7 ديسمبر – أرسيليا راميريز
- 20 ديسمبر – يوجينيا كودورو

## وفيات

### يناير
- 1 يناير – فرانك بورتون (مواليد 1891) لاعب كرة قدم إنجليزي.

### فبراير
- 13 فبراير – أبيلاردو إل. رودريغيز (مواليد 1889) سياسي مكسيكي.